# Museum Ritter

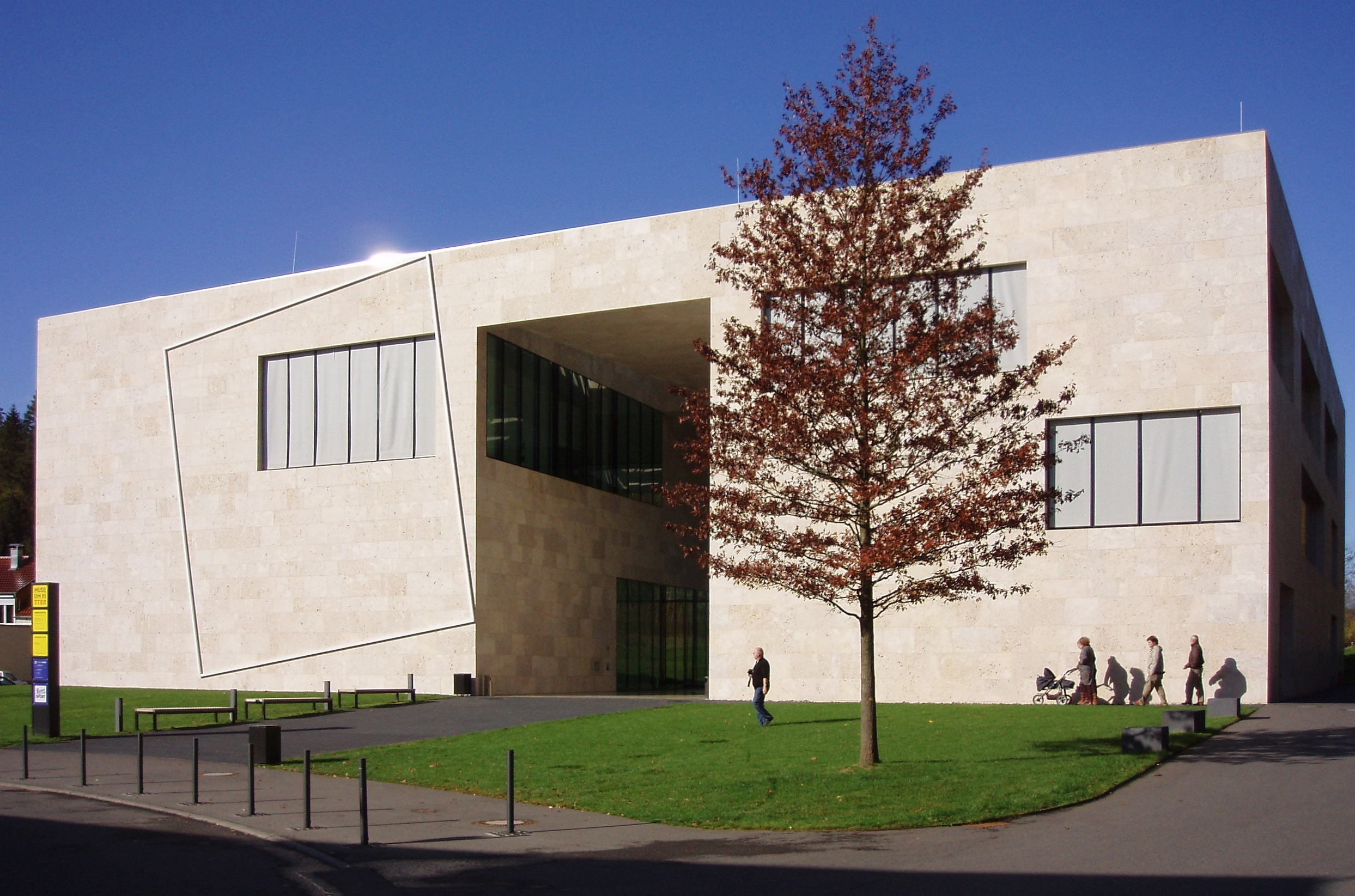
Das Museum Ritter

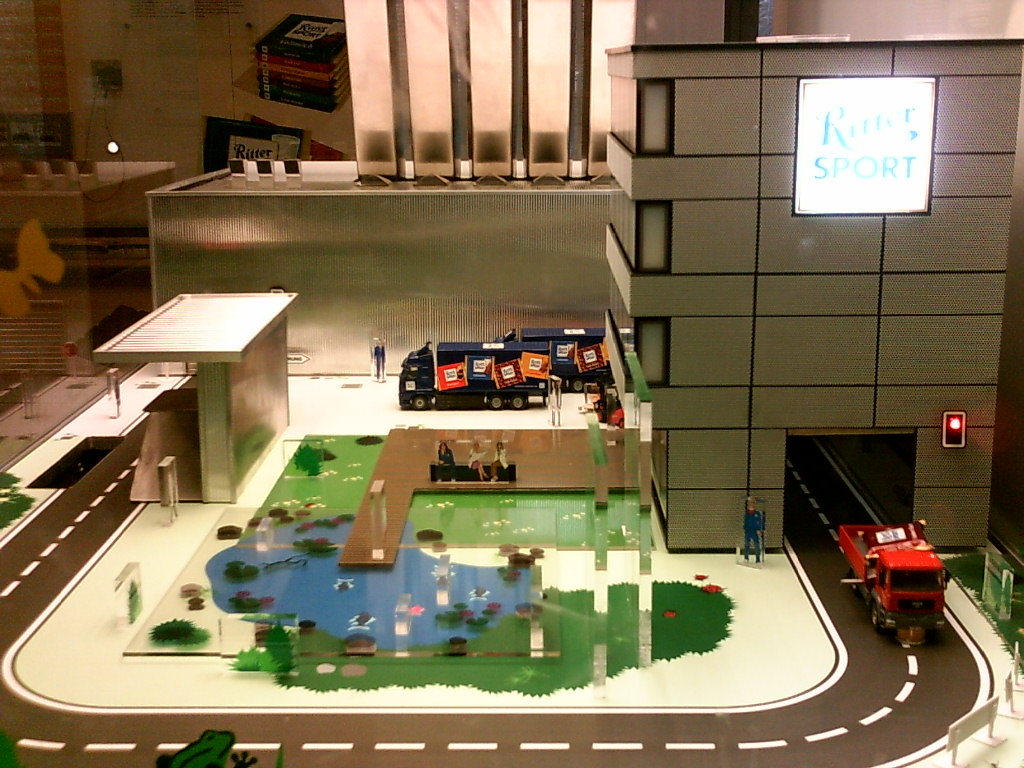
Schokoladenautomat im Schokomuseum

Das Museum Ritter ist ein privates Kunstmuseum in Waldenbuch bei Stuttgart, das sich insbesondere dem Quadrat in der Kunst des 20. und 21. Jahrhunderts widmet.

## Geschichte
Das Museum besteht seit September 2005 und befindet sich neben dem Werksgelände der Schokoladenfabrik Alfred Ritter GmbH & Co. KG, dem Hersteller der Ritter-Sport-Schokolade. Es präsentiert die Kunstsammlung der Enkelin des Firmengründers Alfred Ritter, Marli Hoppe-Ritter und ihres Ehemanns Hilmar Hoppe. Es wird von der Marli-Hoppe-Ritter-Stiftung zur Förderung der Kunst getragen und bietet in wechselnden Ausstellungen einen Überblick über Kunstwerke, die sich mit dem Thema „Quadrat“ beschäftigen. Der überwiegende Teil der Exponate stammt aus dem europäischen Raum. Die Sammlung umfasst rund 1000 Objekte. Gründungsdirektorin Gerda Ridler war für den Aufbau und die Positionierung des Museums verantwortlich, seit 2011 leitet Barbara Willert das Museum.

## Architektur
Das Gebäude wurde vom Berliner Architekturbüro Max Dudler entworfen. Die Grundfläche bildet ein 44 × 44 m großes Quadrat, doch wird die Quaderform des mit hellem Kalkstein verkleideten Bauwerks durch seine Teilung in zwei Flügel und eine Passage, die dem Lauf des Aichtals folgt, aufgebrochen. Das Gebäude ist 14 m hoch.
Der größere Flügel bietet etwa 700 m² Ausstellungsfläche auf zwei Ebenen und enthält außerdem den Museumsshop und das Museumscafé. Im ersten Stock des kleineren Flügels befindet sich eine Ausstellung zum Thema Schokolade im Allgemeinen und zur Firmengeschichte von Ritter-Sport im Besonderen sowie die Schokoladenwerkstatt, in der Programme für angemeldete Besucher angeboten werden. Im Erdgeschoss befindet sich ein Fabrikverkauf von Ritter-Sport. Beide Gebäudeteile sind barrierefrei zugänglich. Heizung und Klimatechnik des Gebäudes werden hauptsächlich von regenerativen Quellen gespeist.

## Ausstellungen/Kataloge
- 2000 Nicht Ruhe geben, bevor die Erde quadratisch ist! ISBN 978-3-88423-163-0 (Alle: Heidelberg, Verlag Das Wunderhorn)
- 2005 Square ISBN 978-3-88423-246-0.
- 2006 Bewegung im Quadrat ISBN 978-3-88423-273-6.
- 2007 Neue Freunde – Aktuelle Positionen zum Quadrat Inge Gutbrod, Sinisa Kandic, Stefanie Lambert, Eva-Maria Reiner, Michael Reiter, David Shrigley, Silvia Wille, So-Ah Yim, Beat Zoderer ISBN 978-3-88423-293-4.
- 2007 Geneviève Claisse – Jenseits des weißen Quadrats ISBN 978-3-88423-292-7.
- 2008 Werner Bauer – lux, lucis … Deklinationen des Lichts ISBN 978-3-88423-303-0.
- 2008 Gastspiel – Kirstin Arndt/Filderbahnfreundemöhringen/Heinz Gappmayr/rosalie/Timm Ulrichs ISBN 978-3-88423-315-3.
- 2008 Alighiero Boetti – Order and Disorder ISBN 978-3-88423-314-6.
- 2009 François Morellet – Die Quadratur des Quadrats Eine Introspektive ISBN 978-3-88423-321-4.
- 2009 Hommage an das Quadrat. Werke aus der Sammlung Marli Hoppe-Ritter 1915 bis 2009 ISBN 978-3-88423-335-1.
- 2010 Timm Ulrichs – Blick zurück nach vorn ISBN 978-3-88423-347-4.
- 2010 Black Box – Regine Schumann ISBN 978-3-88423-359-7.
- 2011 Antonio Calderara ISBN 978-3-88423-376-4.
- 2011 Think outside the box ISBN 978-3-88423-388-7.
- 2011 Rita Ernst. Unterwegs im Kosmos ISBN 978-3-88423-387-0.
- 2012 Kunst mit Schokolade ISBN 978-3-88423-408-2.
- 2013 Portrait of Disorder. Esther Stocker ISBN 978-3-88423-428-0.
- 2013 Daniel Buren: Broken Squares ISBN 978-3-88423-445-7.
- 2013 Grazia Varisco: Mit rastlosem Blick ISBN 978-3-88423-448-8.
- 2014 7 – Aktuelle Positionen aus der Sammlung Marli Hoppe-Ritter ISBN 978-3-88423-482-2.
- 2016 Raumwunder[3]
- 2018 Squares in Motion – Kinetische Kunst aus der Sammlung Marli Hoppe-Ritter[4]
- 2019 Hans Jörg Glattfelder. Vom Besonderen zum Allgemeinen ISBN 978-3-88423-621-5
- 2020 Vera Molnár. Promenades en carré
- 2021 Heinz Mack. Werke im Licht (1956-2017) ISBN 978-3-88423-653-6